# Lipové
Lipové (in ungherese Zsemlékes) è un comune della Slovacchia facente parte del distretto di Komárno, nella regione di Nitra.